# Woronesch-Charkiwer Operation
1941: Białystok-Minsk – Dubno-Luzk-Riwne – Smolensk – Uman – Kiew – Odessa – Leningrader Blockade – Wjasma-Brjansk – Charkow – Rostow – Moskau – Tula

1942: Rschew – Charkow – Ljuban/Wolchow – Kertsch/Sewastopol – Fall Blau – Kaukasus – Stalingrad – Operation Mars

1943: Woronesch-Charkow – Operation Iskra – Nordkaukasus – Charkow – Kursk – Orjol – Donez-Mius – Donbass – Belgorod-Charkow – Smolensk – Dnepr – Kiew

1944: Dnepr-Karpaten – Leningrad-Nowgorod – Krim – Wyborg–Petrosawodsk – Operation Bagration – Lwiw-Sandomierz – Jassy–Kischinew – Belgrad – Petsamo-Kirkenes – Baltikum – Karpaten – Ungarn

1945: Kurland  – Weichsel-Oder – Ostpreußen – Westkarpaten – Niederschlesien – Ostpommern – Plattensee – Oberschlesien – Wien – Oder – Berlin – Prag

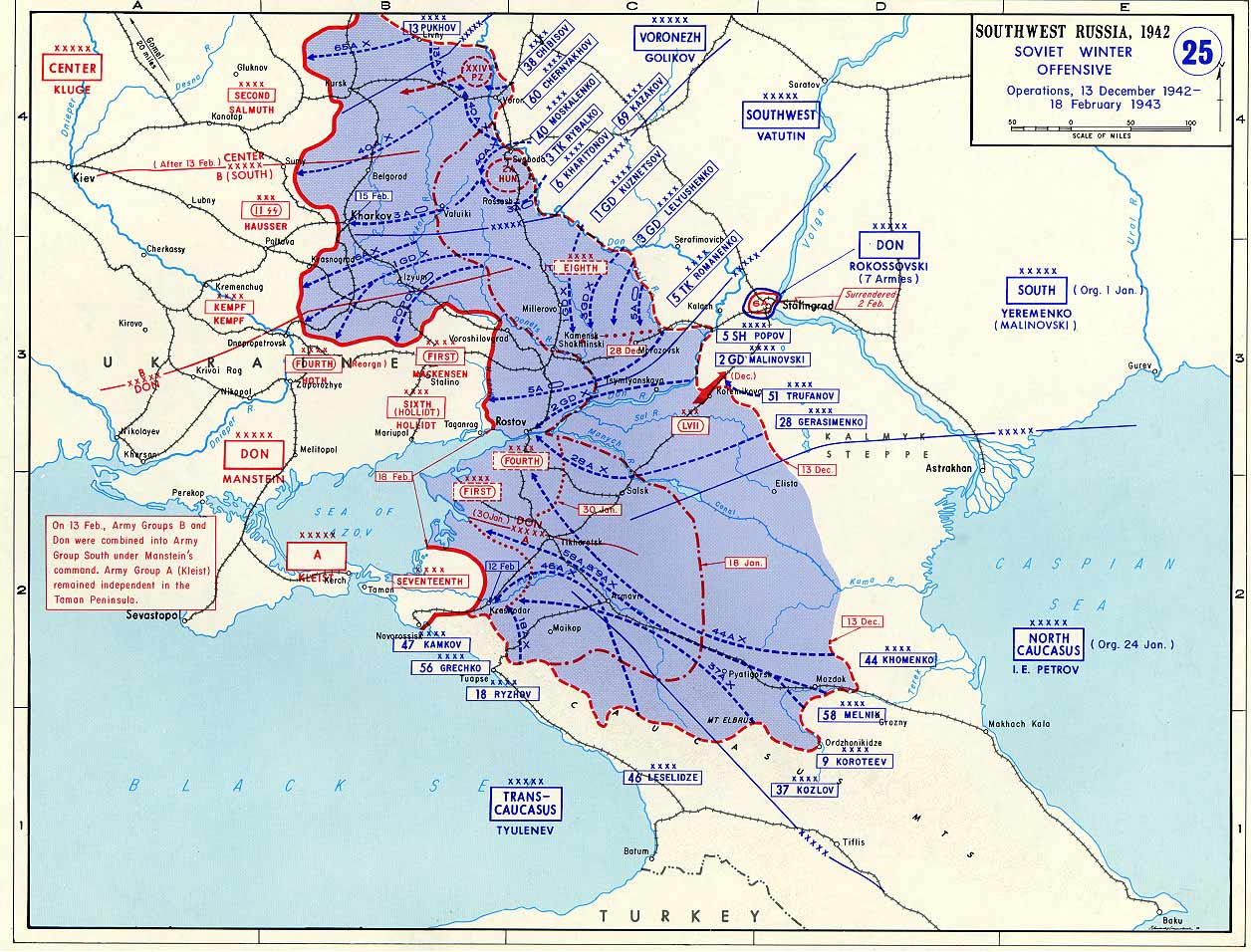
Operationen im südlichen Teil der Ostfront im Winter 1942/43

Die Woronesch-Charkower Operation (russisch Воронежско-Харьковская операция) war eine Angriffsoperation der Roten Armee im Zweiten Weltkrieg gegen die seit dem Beginn des Deutsch-Sowjetischen Krieges (Juni 1941) im Land stehenden deutschen Truppen. Im Laufe der sowjetischen Offensive, die vom 13. Januar bis zum 3. März 1943 dauerte, wurden drei Unteroperationen durchgeführt, welche die Wiedereinnahme von Woronesch und Kursk und eine kurzfristige Befreiung von Charkow brachte.

## Vorgeschichte
Im Winter 1942/43 startete die Rote Armee am südlichen Teil der Ostfront im Zuge der Kesselschlacht um Stalingrad, im Nordkaukasus und am Don-Abschnitt stärkere Offensiven. Die Front der deutschen Heeresgruppe Don unter Generalfeldmarschall von Manstein wurde im Januar 1943 mehrfach von Truppen der sowjetischen Südfront durchbrochen, gleichzeitig wurde die deutsche 6. Armee in Stalingrad von Truppen Rokossowskis immer enger umschlossen. Ende Dezember besiegten die Truppen der Südwestfront im Rahmen der Operation am mittleren Don die italienische 8. Armee und erreichten die Linie Nowaja Kalitwa – Markowka – Woloschino – Tschernikowskij.
Die Stawka plante im Zuge dieser Erfolge eine große strategische Operation, welche als Ziel die Abschneidung aller deutschen Kräfte im Kaukasus beinhaltete, dafür sollte die 3. Panzerarmee in Richtung auf Pawlograd und die 5. Panzerarmee der Südfront auf Rostow am Don zum Meer durchbrechen. Gleichzeitig wurde die Woronesch-Front (Generalleutnant Golikow) im Zusammenwirken mit dem linken Flügel der Brjansker Front mit einer starken Offensive in Richtung auf Woronesch und Kursk beauftragt, welche sich die Wiedereinnahme von Charkow als Ziel setzte.

## Verlauf
Auf dem 260 km breiten Abschnitt der Woronesch-Front wurden von General Golikow drei Hauptstoßgruppen geschaffen – Am nördlichen Frontabschnitt wurde die 13. Armee der Brjansker Front am Angriff beteiligt. Am mittleren Don zwischen Woronesch und Pawlowsk wurde die 38., 60. und 40. Armee (Generalleutnant K. S. Moskalenko) angesetzt. In der Mitte hatte die 3. Panzerarmee (ab 19. Januar unter Generalleutnant Rybalko) unterstützt vom 18. separaten Schützenkorps (Generalmajor P. Sykow), von Teilen der 40. Armee und dem 7. Kavalleriekorps (General Sokolow) den Durchbruch zum Fluss Oskol zu erreichen und für eine Umfassungsoperation über Rossoch nach Norden einzudrehen. Im Süden begleitete die 6. Armee (Generalleutnant F. M. Charitonow) der Südwestfront den Angriff in Richtung auf Kantemirowka.

### Beteiligte Truppenteile
Die von der Offensive betroffene deutsche Heeresgruppe B unter Generalfeldmarschall von Weichs umfasste Anfang Januar 1943 ohne die Armeeabteilung Fretter-Pico etwa 30 Divisionen:
2. Armee - General der Infanterie Hans von Salmuth
- LV. Armeekorps (299., 45., 88. und 383. Infanterie-Division)
- XIII. Armeekorps (82., 68., 340. und 327. Infanterie-Division)
- VII. Armeekorps (57., 75. und 323. Infanterie-Division)

Ungarische 2. Armee - Generaloberst Gusztáv Jány
- III., IV. und VII. Korps mit 6., 7., 9. 10., 13., 12., 19, 20., 23. leichter Division und deutsche 168. Infanterie-Division

Italienische 8. Armee - Armeegeneral Italo Gariboldi
- Reste ital. XXXV. Korps (Divisionen: Pasubio, Torino, Cosseria)
- Deutsche 19. Panzer- und 298. Infanterie-Division
- XXIV. Panzerkorps (27. Panzer-Division und 385., 387. Infanterie- und 213. Sicherungs-Division)
- Alpinikorps (Divisionen: Cuneense, Vicenca und Tridentina)

### Ostrogoschsk-Rossoscher Operation (13. bis 27. Januar)
Am 13. Januar 1943 ging die 40. Armee aus den Don-Brückenköpfen bei Storoschewoje zum Angriff über. Die ungarischen Truppen konnten die Front noch 24 Stunden halten, ehe sie zurückwichen. Am 14. Januar traten die sowjetischen Truppen auch aus dem Brückenkopf Schtschutschje zum Angriff aufs ungarische VII. Armeekorps an. Am Abend des 14. Januar drangen die sowjetischen Panzer 12–23 km weiter vorwärts, bei Shilin wurde das Hauptquartier des deutschen XXIV. Panzerkorps überrannt. Am Morgen des 15. Januar wurde die Offensive auch gegen Norden und Nordwesten erweitert und auch das am linken Flügel stehende ungarische III. Armeekorps angegriffen. Am gleichen Tag griff das selbständige 18. Schützenkorps in die Offensive ein, unterstützt durch Artilleriefeuer und Luftangriffe brach der deutsche Widerstand im Raum Korotojak am Abend des 15. Januar in einer nächtlichen Schlacht bei minus 25 Grad zusammen. Vom Süden her, aus dem Raum Kantemirowka, trat die 3. Panzerarmee unter Pawel Rybalko zur Umfassung an. Das 12. Panzerkorps (Generalmajor Mitrofanow) drängte am Morgen des 16. Januar mit der Vorhut der 106. Panzerbrigade in Rossosch ein. Nach dem Durchbruch bei Nowaja Kalitwa befreiten Rybalkos Truppen im Rücken der überrollten feindlichen Einheiten im Zusammenwirken mit Teilen der 40. Armee am 19. Januar Alexejewka. Das 7. Kavalleriekorps besetzte am 19. Januar Waluiki und beschlagnahmte große Lager mit Kriegsmaterial. Für die erfolgreichen Kämpfe vom 15. bis 19. Januar wurde das 7. Kavalleriekorps (Generalmajor General S. Sokolow) in 6. Garde-Kavallerie-Korps umbenannt.
Der Rückzugsbefehl für die ungarische 2. Armee kam am 17. Januar zu spät, große Truppenteile wurden eingekesselt, darunter 70.000 Ungarn und Italiener sowie etwa 10.000 Deutsche. Die eingekesselten Truppenteile versuchten nach Westen zum Oskol auszubrechen. Am 22. Januar wurde die ungarische 2. Armee aufgelöst, die restlichen Truppen wurden dem deutschen Generalkommando z. b. V. Cramer unterstellt. Nur das ungarische III. Armeekorps unter FML Stomm hielt am Nordflügel bis zum 26. Januar seine Stellungen am Don und sicherte damit die Südflanke des deutschen VII. Armeekorps unter General Siebert. Bei strengem Frost folgten verlustreiche Durchbruchskämpfe bei Postojalij, Warwarowka und Scheljakino, bei Waluiki kapitulierte dann die Masse des Alpinikorps. Die ungarische 2. Armee und das Alpinikorps der italienische 8. Armee wurden fast vollständig vernichtet.

### Woronesch-Kastornoje-Operation (24. Januar bis 17. Februar)
Die sowjetische 40. Armee nahm die neue Stoßrichtung nach Nordwest auf Stary Oskol ein, die 60. Armee unter General Tschernjachowski trat frontal gegen Woronesch an, das am 25. Januar befreit wurde. Vom Norden her, aus dem Raum Liwny, drang die sowjetische 13. Armee (General Puchow) nach Westen vor und drängte das deutsche LV. Armeekorps über den Tim-Abschnitt zurück, während gleichzeitig die 38. Armee (General Tschibisow) südwärts stoßend die Front des deutschen XIII. Armeekorps durchbrach.
Am 24. Januar erfolgte die Vereinigung mit dem vom Süden kommenden 4. Panzerkorps (General Krawtschenko) der 40. Armee. Der gesamte Südflügel der deutschen 2. Armee wurde im Raum Kastornoje abgeschnitten. Die Masse der sowjetischen 38. Armee schloss im Raum südwestlich von Kastornoje gegnerische Truppen ein. Die Sowjets setzten dafür rund 27.500 Soldaten ein, im Kessel befanden sich Anfang Februar etwa 35.000 Soldaten, die den folgenden Ausbruch in drei Gruppen über Bykowa und Swatowo nach Südwesten auf Stary Oskol unternahmen. Die deutsche 2. Armee verzeichnete in der Woronesch-Kastornoje-Operation bis zum 15. Februar 6.476 Tote, 14.129 Verwundete, 4.568 Mann Verluste durch Erfrierung sowie 13.225 Vermisste und verlor dazu den Großteil des Kriegsmaterials.
Die sowjetische 60. Armee überwand infolge den Tim-Abschnitt und besetzte am 4. Februar die Kleinstadt Tim. Die sowjetische 13. Armee riss durch ihren Durchbruch südlich von Maloarchangelsk eine 50 km breite Frontlücke auf und schnitt die Bahnlinie zwischen Kursk und Orel ab. Die deutsche 45. Infanterie-Division wurde nördlich des Flusses Sosna zurückgedrängt, das nach Norden abgedrängte LV. Armeekorps wurde am 4. Februar der 2. Panzerarmee der Heeresgruppe Mitte unterstellt. Gleichzeitig gab die zum Schutz von Kursk eingesetzte 4. Panzerdivision Schtschigry auf und ging zum Sejm-Abschnitt zurück. Einheiten der sowjetischen 60. Armee befreiten am 8. Februar die wichtige Bezirksstadt Kursk.

### Charkower Angriffsoperation (2. bis 15. Februar)
Am 2. Februar leitete die Woronescher Front gegenüber der neu etablierten deutschen Armeeabteilung Lanz den weiteren Angriff auf Charkow ein.
Die sowjetische 40. Armee (Generalleutnant Moskalenko), die neu aufgestellte 69. Armee (Generalleutnant Kasakow) und die 3. Panzerarmee (Generalleutnant Rybalko) griffen in Richtung Charkow an. Dabei sollte die 40. Armee die Stadt nördlich umgehen und die 69. Armee Charkow über Woltschansk direkt angreifen, während die 3. Panzerarmee die Stadt südlich umgehen sollte. Am Südflügel sicherte bei Kupjansk die deutsche 298. Infanterie-Division, weiter rechts bis nach Isjum am Fluss Donez die 320. Infanterie-Division (General Postel) gegenüber dem Vorgehen des 15. Schützenkorps (Generalmajor Athanasi S. Grjaznow) der sowjetischen 6. Armee. Am 5. Februar fiel Isjum in die Hände der sowjetischen 6. Armee, die am nördlichen Donezufer abgeschnittene 320. Infanterie-Division erkämpfte den Ausbruch in Richtung auf Balakleja und erreichte am 12. Februar nach dem Donez-Übergang bei Smijow den Anschluss an die zurückgegangene deutsche Front.
Am 3. Februar ging am Mittelsabschnitt Kupjansk für die deutsche Seite verloren, das sowjetische 12. und 15. Panzerkorps der 3. Panzerarmee riss die deutsche Verteidigung auf 35 Kilometer Breite zwischen Woltschansk und Isjum auf und überschritt den Donez-Abschnitt. Am 4. Februar erreichte die 3. Panzerarmee bei Tschugajew den Donez, konnte jedoch gegen die am gegenüberliegenden Flussufer liegende SS-Panzergrenadier-Division „Leibstandarte SS Adolf Hitler“ nicht über den gefrorenen Fluss vordringen. Ein Entlastungsangriff nördlich gegen Belj Kolodez scheiterte vor Prikolodnoje, als das 15. Panzerkorps auf Verteidigungsstellungen der SS-Panzergrenadier-Division „Das Reich“ stieß. Die Division Großdeutschland gab am 6. Februar im Kampf mit dem selbstständigen 18. Schützenkorps Woltschansk auf, die 40. Armee besetzte am 7. Februar Korotscha. Am 9. Februar befreite die 40. und 69. Armee im Kampf mit dem deutschen Korps Lanz (Division Großdeutschland, 26., Teile 88. und 168. Infanterie-Division) Belgorod und formte einen Brückenkopf über den Donez. Südlich davon hatte das 6. Gardekavalleriekorps über Andejewka den Feind umgangen und stieß auf Merefa vor. Am 14. Februar drangen das 12. und 15. Panzerkorps sowie die 160. Schützen- und 48. Garde-Schützendivision der 3. Panzerarmee in die östlichen Vororte der Stadt ein. Das II. SS-Korps unter General Hausser und die 6. Panzer-Division des Korps Raus gaben Charkow am 15. Februar vor dem überlegenen sowjetischen Druck auf. Von Norden und Nordwesten drangen das 5. Garde-Panzerkorps (Generalmajor Krawtschenko), die 340., 25. Garde-, 183., 309., und 100. Schützendivision der Generale S. S. Martirosjan, P. M. Schafarenko, A. S. Kostitsyn, M. I. Menschikow und F. I. Perchorowitsch in die Stadt ein.

## Folgen
Die sowjetische Woronescher Front und die Südwestfront stießen 360–520 km vor und fügten der deutschen Heeresgruppe B in mehreren Kesselschlachten schwere Niederlagen zu. Am 25. Februar leiteten die deutsche 4. Panzerarmee zwischen Pawlograd und Krasnograd und 1. Panzerarmee im Raum Slawjansk eine Gegenoffensive gegen die Flanken der durchgebrochenen Panzergruppe Popow (4. Garde- und 3., 10. und 18. Panzerkorps) ein und schlossen damit eine Frontlücke. Der Siegeslauf der nördlicher vorgehenden Woronesch-Front kam dadurch bis Anfang März zum Stehen.
Die Achsenmächte verloren 160.000 Mann (77.000 Tote, 49.000 davon deutsch). Die Verluste der Roten Armee beliefen sich auf 154.000 Mann (55.000 Tote).
In der folgenden Schlacht um Charkow wurden Charkow (16. März) und Belgorod (18. März) von deutschen Truppen zurückerobert.